# Came
Came (baskisch Akamarre, gaskognisch Càmer) ist eine französische Gemeinde mit 1.019 Einwohnern (Stand: 1. Januar 2022) im Département Pyrénées-Atlantiques in der Region Nouvelle-Aquitaine. Sie gehört zum Arrondissement Bayonne und zum Kanton Pays de Bidache, Amikuze et Ostibarre (bis 2015: Kanton Bidache). Die Einwohner werden Camòts genannt.

## Geographie
Came liegt etwa 25 Kilometer östlich von Bayonne am Bidouze. Umgeben wird Came von den Nachbargemeinden Hastingues im Norden und Nordwesten, Oeyregave im Norden, Sorde-l’Abbaye im Nordosten, Léren im Osten und Nordosten, Saint-Pé-de-Léren und Labastide-Villefranche im Osten, Arancou im Südosten, Arraute-Charritte im Süden sowie Bidache im Westen.

## Bevölkerungsentwicklung
| 1962                      | 1968 | 1975 | 1982 | 1990 | 1999 | 2006 | 2013 |
| ------------------------- | ---- | ---- | ---- | ---- | ---- | ---- | ---- |
| 870                       | 766  | 728  | 738  | 705  | 681  | 776  | 879  |
| Quelle: Cassini und INSEE |      |      |      |      |      |      |      |

## Sehenswürdigkeiten
- Kirche Saint-Martin
- Schloss
- Mühle Bordenave